# Steyr Mannlicher
Steyr Arms (pronúncia em alemão: [ˈʃtaɪ̯ɐ] (escutarⓘ)) é um fabricante de armas de fogo com sede em Sankt Ulrich bei Steyr, na Áustria. Originalmente parte da Steyr-Daimler-Puch, tornou-se independente quando o conglomerado foi desmembrado em 1989. Antes de 1º de janeiro de 2019, a empresa se chamava Steyr Mannlicher AG (pronúncia em alemão: [ˈʃtaɪ̯ɐ ˈmanlɪçɐ ˈʔaːˈɡeː]).